# عبدالبصیر واثقی
عبدالبصیر واثقی (انگلیسی: Abdul Baser Wasiqi؛ زادهٔ ۱۲ ژوئیهٔ ۱۹۷۵) یک دونده دو استقامت اهل افغانستان است. وی در مسابقات دو ماراتن بازی‌های المپیک تابستانی ۱۹۹۶ شرکت کرده و در جایگاه ۱۱۱ قرار گرفته‌است.